# Марія Єлена (Чилі)
Марія Елена (ісп. María Elena) — місто, адміністративний центр однойменної комуни в провінції Токопілья, область Антофагаста, Чилі. Населення міста — 7412 осіб (2002). Комуна складається з шести дистриктів.
Територія комуни — 12 197 км². Чисельність населення комуни — 7530 осіб (2006). Щільність населення — 0,62 особи/км².

## Розташування
Місто розташоване за 164 км на північний схід від адміністративного центру області — міста Антофагаста.
Комуна межує:
- на півночі — комуна Посо-Альмонте
- на сході — комуна Калама
- на півдні — комуна Сьєрра-Горда
- на заході — комуни Токопілья, Мехільйонес

## Населення
За переписом 1992 року комуна мала 13 765 мешканців, а за переписом 2017 року — 6 457, що робить її комуною з найвищим процентним скороченням чисельності населення за останні 25 років.
Комуна Марія Елена ділиться на наступні дистрикти (райони):
| Дистрит           | Населення(перепис 2002 р.) | Площа, км² |
| ----------------- | -------------------------- | ---------- |
| Quillagua         | 400                        | 4 014,7    |
| Rica Aventura     | 763                        | 1 480,0    |
| Toco              | 526                        | 1 937,5    |
| María Elena       | 4 596                      | 1 475,0    |
| Francisco Vergara | 872                        | 805,0      |
| Pedro de Valdivia | 937                        | 2 485,0    |